# Gmina Lääneranna
Gmina Varbla (est. Varbla vald) – gmina wiejska w Estonii, w prowincji Parnawa.
W 2017 roku gmina Varbla, gmina Hanila, gmina Koonga oraz gmina Lihula zostały połączone w gminę Lääneranna.
W skład gminy wchodzi:
- 1 miasto: Lihula
- 1 okręg miejski: Virtsu
- 150 wsi: Alaküla, Allika, Aruküla, Emmu, Esivere, Haapsi, Hanila, Helmküla, Hälvati, Hõbeda, Hõbesalu, Irta, Iska, Joonuse, Jänistvere, Järise, Järve, Jõeääre, Kadaka, Kalli, Kanamardi, Karinõmme, Karuba, Karuse, Kaseküla, Kause, Keemu, Kelu, Kibura, Kidise, Kiisamaa, Kilgi, Kinksi, Kirbla, Kirikuküla, Kiska, Kloostri, Koeri, Kokuta, Koonga, Korju, Kuhu, Kuke, Kulli, Kunila, Kurese, Käru, Kõera, Kõima, Kõmsi, Laulepa, Lautna, Linnuse, Liustemäe, Lõo, Lõpe, Maade, Maikse, Massu, Matsalu, Matsi, Meelva, Mereäärse, Metsküla, Mihkli, Muriste, Mäense, Mäliküla, Mõisaküla, Mõisimaa, Mõtsu, Naissoo, Nedrema, Nehatu, Nurme, Nurmsi, Nätsi, Nõmme, Oidrema, Paadrema, Paatsalu, Pagasi, Paimvere, Pajumaa, Palatu, Parasmaa, Parivere, Peanse, Peantse, Penijõe, Petaaluse, Piha, Piisu, Pikavere, Pivarootsi, Poanse, Rabavere, Raespa, Raheste, Rame, Rannaküla, Rannu, Rauksi, Ridase, Rooglaiu, Rootsi, Rootsi-Aruküla, Rumba, Rädi, Saare, Saastna, Salavere, Salevere, Saulepi, Seira, Seli, Selja, Sookalda, Sookatse, Soovälja, Tamba, Tamme, Tarva, Tiilima, Tuhu, Tuudi, Täpsi, Tõitse, Tõusi, Ullaste, Uluste, Ura, Urita, Vagivere, Vaiste, Valuste, Vanamõisa, Varbla, Vastaba, Vatla, Veltsa, Voose, Võhma, Võigaste, Võitra, Võrungi, Äila, Ännikse, Õepa, Õhu.